# Ramón Castilla

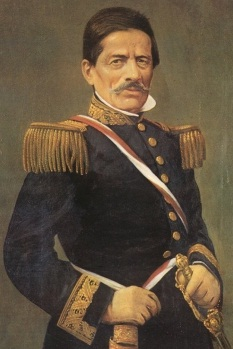
Ramón Castilla y Marquesado.

Ramón Castilla, född 31 augusti 1797 och död 25 maj 1867, var en peruansk politiker.
Castilla var prefekt i provinsen Tarapaca, och deltog efter omkring 1830 i de pågående inbördeskrigen i Peru. 1844 resta han upprorsfanan mot Manuel Ignacio de Vivanco och besegrade honom i grund i juli samma år. 1845 valdes Castilla till president, och fick mycken uppskattning som sådan. I sin utrikespolitik var han fredlig, satsatde på uppbyggnad av landet näringar och kommunikationer, ordnade landets finanser och konsoliderade statsskulden. Sedan han avgått 1852 och José Rufino Echenique tagit över, uppstod nytt missnöje i landet, och han deltog i ett nytt uppror och valdes ännu en gång till president. Under sin andra presidentperiod avskaffade han 1855 slaveriet och gav 1860 landet en demokratisk författning. Han har av många betraktats som det moderna Perus fader.